# Mors espagnol
Goyo-Aga
Un mors espagnol, Goyo-Aga ou mors Kimblewick, est un mors de filet à gourmette ; c'est l'un des deux grands types de mors à gourmette utilisés en équitation moderne, avec le mors Pelham.

## Dénomination
Il existe de nombreux noms pour désigner ce mors à gourmette, dont mors (de saut) espagnol (qui est le nom le plus anciennement attesté), Kimblewick bit en anglais, freno de palanca corta en espagnol, et springkandare en allemand. Le nom de « mors Kimblewick » provient de la ville anglaise de Kimblewick, où les Anglais revendiquent avoir fabriqué ce type de mors pour la première fois.

## Histoire
Les sources anglophones revendiquent que ce mort ait été inventé pour la première fois par le cavalier, homme de cheval et agriculteur familial Felix Oliver (Aka Phil). M. Oliver et sa famille vivaient à Meadacre Farm, Kimblewick, et ont entamé un partenariat avec Harry Payne, de Bushey, qui devait faire sa réputation avec de grands chevaux comme Red Admiral, Red Star, Sheila, Galway Bay et Planet. M. Oliver montait lui-même les chevaux à cette époque, dont de nombreux gagnants en course de point à point. Son fils aîné, Alan, a commencé le saut d'obstacles à l'école et, éduqué par son père, est devenu l'un des plus grands noms du saut d'obstacles de haut niveau. Avec son deuxième fils, Paul, M. Oliver a fait naître de nombreux poneys à succès. Sa fille Vivien était également une cavalière accomplie. En 1967, après le décès de M. Payne, il a formé un partenariat avec M. Leonard Crawthraw.

## Description

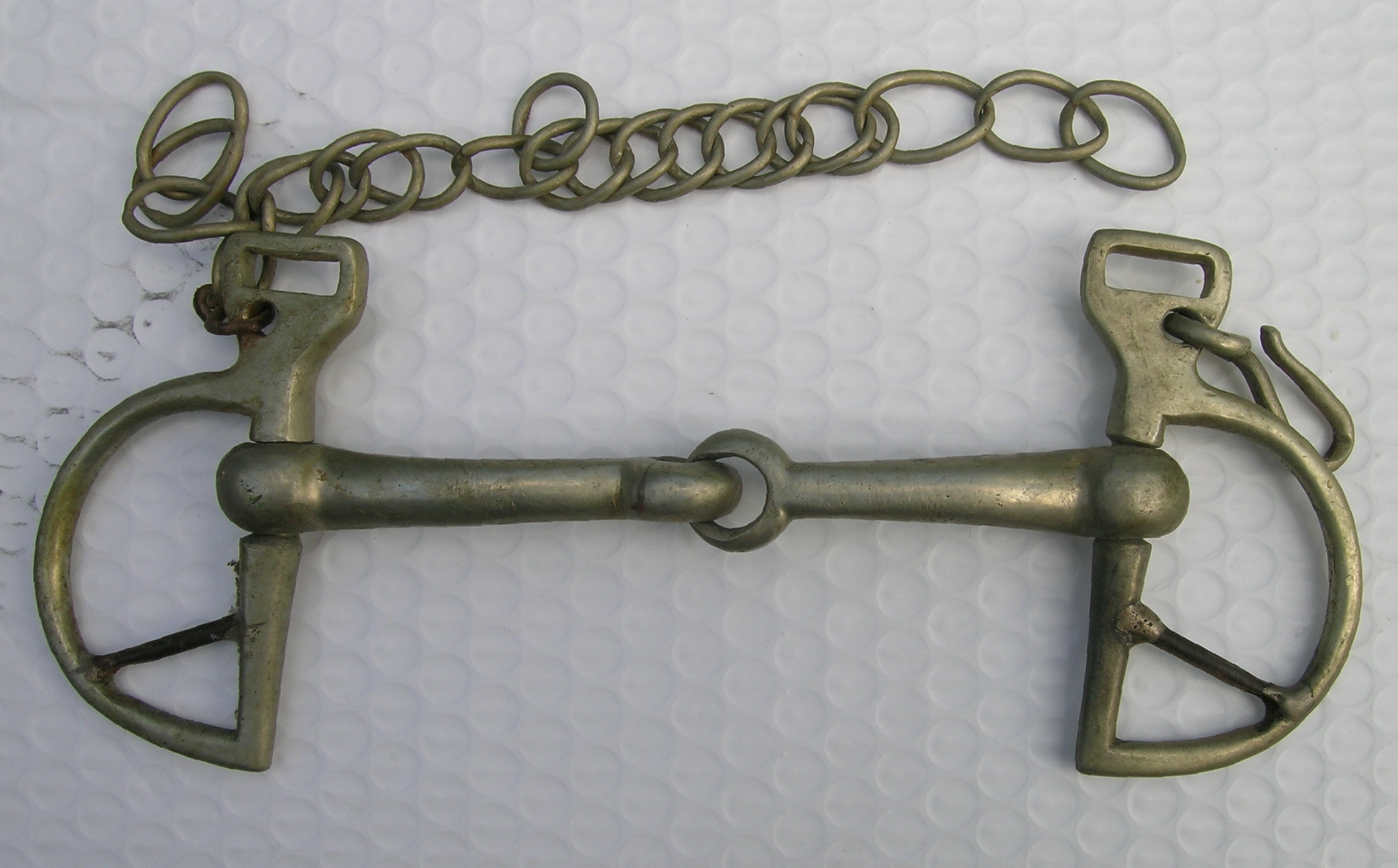
Modèle ancien de mors espagnol en nickel.

Le mors espagnol est généralement considéré comme faisant partie du même groupe que le mors Pelham,. C'est donc un mors avec un effet de levier. 
L'action du levier est minime à légère, cependant, car les anneaux en forme de « D » sont très courts, et n'ont aucun bras de levier. Certaines variantes de positionnement des rênes augmentent l'action du levier. Comme tous les mors, le mors espagnol est toujours utilisé avec un jeu de rênes.
L'anneau en « D » est décalé, de sorte que l'embout buccal du mors se trouve sur la partie supérieure du côté plat du D, créant un petit effet de levier, soutenu par une gourmette.

## Utilisations

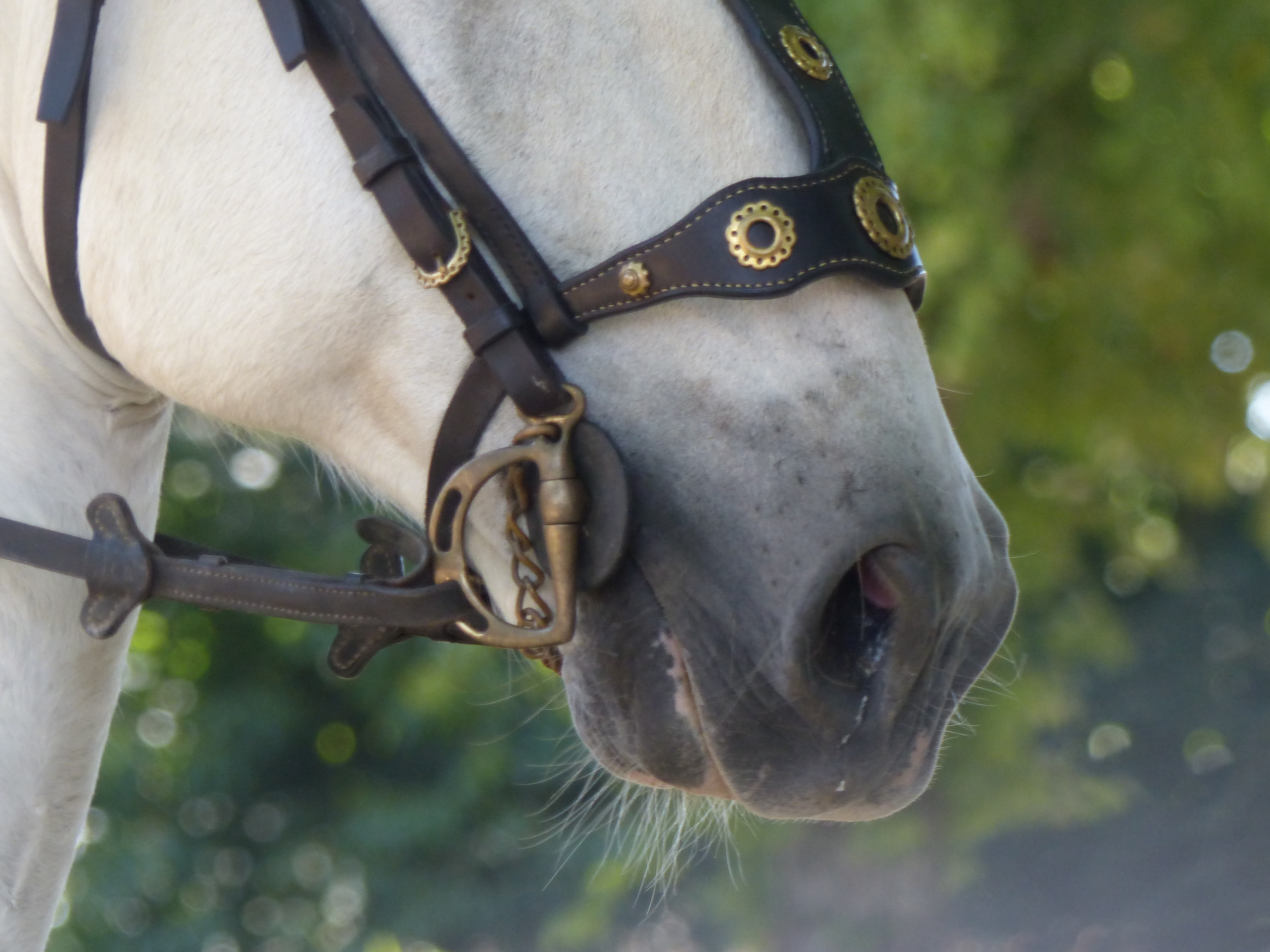
Mors espagnol réglé sur l'emplacement de rênes inférieur, créant un petit effet de levier, pour un usage en joute équestre, un sport équestre de contact.

Le mors espagnol n'est pas aussi largement utilisé que les mors de filets et les pelhams. Il est illégal dans certaines classes de concours hippiques, notamment en concours de dressage et en équitation hunter. Ce mors est considéré par certaines personnes comme non conventionnel ou non « classique », et sa conception de compromis qui combine des caractéristiques de mors de filet et de mors de bride peut amener certains chevaux à trop fléchir dans le mors ou à apprendre à s'appuyer dessus. Cependant, il offre au cavalier un léger effet de levier sans risquer qu'une tige se coince sur quelque chose, ce qui est utile pour les sports équestres de contact, comme le polocrosse, et offre un peu plus de contrôle qu'un mors, ce qui peut être utile pour les petits cavaliers sur des chevaux forts.